# Hans-Joachim Tesmer
Hans Joachim Werner Tesmer (* 29. Mai 1901 auf dem Gut Waltersdorf, Kreis Teltow; † 12. März 1993 in Aumühle bei Hamburg) war ein deutscher Jurist, Polizeibeamter und SS-Standartenführer.

## Leben
Tesmer, Sohn eines Gutsbesitzers, gehörte 1919 einem Freikorps an, mit dem er am Grenzschutz Ost teilnahm. Anschließend studierte er Rechtswissenschaften an den Universitäten Berlin und Freiburg im Breisgau. 1928 legte er das Assessorexamen ab. Anschließend war er als Gerichtsassessor im Verwaltungsdienst tätig. Im Dezember 1930 wurde er zum Staatsanwalt und im September 1931 zum Staatsanwaltschaftsrat ernannt. Seit dem 1. September 1932 war er Mitglied der NSDAP (Mitgliedsnummer 1.330.926).
Seit 1932 war er Mitglied der SA und seit dem 1. August 1933 des Sicherheitsdienstes der SS. Nachdem er einige Jahre lang bei den Staatsanwaltschaften in Berlin, Neuruppin und Potsdam tätig gewesen war, wurde Tesmer am 26. März 1934 in das Geheime Staatspolizeiamt abgeordnet, in dem er zunächst in der Abwehr-Abteilung tätig war, bevor er das Dezernat II 1 D (Schutzhaft-Angelegenheiten) übernahm, das für die Organisation und Durchführung der Einweisungen in die Konzentrationslager zuständig war.
1935 wurde Tesmer als Personalreferent in die Verwaltungsabteilung des Geheimen Staatspolizeiamtes versetzt. Seine Stellung als Leiter des Schutzhaft-Dezernates ging auf Karl Futh über. Den Posten als Personalreferent der Verwaltungsabteilung behielt Tesmer, der in dieser Position eng mit Werner Best zusammenarbeitete, auch nach dem Zusammenschluss von Gestapo und Kriminalpolizei im Hauptamt Sicherheitspolizei im Jahr 1936 und nach der Gründung des Reichssicherheitshauptamtes 1939 bei: Präzise war er vom 1. April 1936 bis zum 26. September 1939 Referent im Referat V 3 (Personal I) im Hauptamt Sicherheitspolizei, in das er zum 1. April 1936 versetzt wurde, und vom 27. September 1939 bis 1940 Chef des Amtes I C des Reichssicherheitshauptamtes. Von 1938 bis 1939 war er zudem Vertreterchef der Abteilung I des Gestapo. Im Verwaltungsdienst wurde er kontinuierlich befördert: Am 1. Mai 1935 wurde er zum Regierungsrat und am 1. April 1936 zum Oberregierungsrat ernannt.
In der SS (SS-Nr. 272.582), der er seit Februar 1936 angehörte, erreichte er am 20. April 1938 den Rang eines SS-Sturmbannführers und am 30. Januar 1939 den eines SS-Standartenführers.
Während des Zweiten Weltkrieges war Tesmer von 1940 bis 1941 Landrat in Lübben. Anschließend fungierte er von 1941 bis 1944 als Chef der Abteilung Kriegsverwaltung beim Befehlshaber des Rückwärtigen Heeresgebietes Mitte (1941–1942) und bei der Heeresgruppe Mitte (1942–1944). Der Schwerpunkt seines Betätigungsfeldes lag dabei in Weißrussland. Zu dieser Zeit wurde er auch zum Ministerialrat befördert. Vom 26. Januar bis 31. März 1945 war Tesmer als Regierungsvizepräsident mit der Wahrnehmung der Aufgaben des Regierungspräsidenten von Liegnitz beauftragt.
Nach Kriegsende war Tesmer als Rechtsanwalt in Hamburg tätig. Er war mit Ingeborg Loyr verheiratet und Vater von zwei Kindern.

## Schriften
- „Die Schutzhaft und ihre rechtlichen Grundlagen“. In: Deutsches Recht Nr. 6, 1936, S. 135 ff.